# UN-Ausschuss für die Beseitigung der Rassendiskriminierung
Der Ausschuss gegen Rassendiskriminierung, CERD (englisch Committee on the Elimination of Racial Discrimination) ist ein von der UNO eingesetztes Kontrollorgan, welches die Umsetzung und Einhaltung des Internationalen Übereinkommens zur Beseitigung jeder Form von Rassendiskriminierung (ICERD) durch die Vertragsstaaten überwacht und Empfehlungen abgeben kann, wie sie die Umsetzung des Vertrags verbessern können.
Der CERD besteht aus 18 Sachverständigen und tagt zweimal jährlich für etwa drei Wochen in Genf, (Art. 8 ICERD).

## Aufgaben und Tätigkeiten
Seine Aufgaben sind in Teil 2 ICERD festgehalten und seine Tätigkeiten beziehen sich ausschließlich auf Staaten, welche das ICERD-Abkommen ratifizierten (Art. 17 ICERD), dazu ist es auch davon abhängig, welche Erklärungen und Vorbehalte die Staaten beim Vertragsabschluss machten (Art. 20 ICERD).
Seine Haupttätigkeit besteht in der Prüfung der Staatenberichte (Art. 9 ICERD), der Behandlung von Individual- und Staatenbeschwerden, wobei Individualbeschwerden nur zulässig sind, wenn der Staat bei Vertragsabschluss dem ausdrücklich zustimmte. In Fällen von besonderer Dringlichkeit kann der Ausschuss auch Frühwarnmaßnahmen (Early Warning Measures) oder Eilverfahren (Urgent procedures) durchführen.

### Die Vertragsgrundlage
Das ICERD wurde am 21. Dezember 1965 von der UN-Generalversammlung verabschiedet (Resolution 2106A (XX)) und trat am 4. Januar 1969 als erstes der zehn UN-Menschenrechtsabkommen völkerrechtlich in Kraft und wurde zwischenzeitlich von 179 Staaten ratifiziert (Stand Februar 2019).
Art. 1 ICERD definiert rassistische Diskriminierung als jede auf der Rasse, der Hautfarbe, der Abstammung, dem nationalen Ursprung oder dem Volkstum beruhende Unterscheidung, Ausschließung, Beschränkung oder Bevorzugung, die zum Ziel oder zur Folge hat, dass dadurch ein gleichberechtigtes Anerkennen, Genießen oder Ausüben von Menschenrechten und Grundfreiheiten im politischen, wirtschaftlichen, sozialen, kulturellen oder jedem sonstigen Bereich des öffentlichen Lebens vereitelt oder beeinträchtigt wird.
Laut ICERD ist eine Bevorzugung oder Unterscheidung zwischen eigenen und fremden Staatsangehörigen durch ein Vertragsstaat zulässig (Art. 2 ICERD). Dadurch entstehen teilweise Widersprüche zu anderen Abkommen der UNO, z. B. Art. 2 ICESCR oder Art. 24 ICCPR … Diskriminierung hinsichtlich der nationalen (…) Herkunft.
Das ICERD hat zu weiten Teilen Überschneidungen mit dem Zivilpakt und der Wanderarbeiterkonvention, wobei das jeweils für den Betroffenen günstigere Abkommen gilt (Art. 81 WAK, Art. 53 EMRK, Art. 46 IPBPR, Art. 24 IPWKS). Das Verbot der ethnischen Diskriminierung ist u. a. in Art. 24 ICCPR, Art. 26 ICCPR, Art. 2 ICESCR, Art. 7 ICRMW, Art. 2 CRC enthalten, das Verbot der Diskriminierung aufgrund einer Behinderung nur in der Behindertenrechtskonvention.

### Ratifikationen
|                                     | Deutschland       | Liechtenstein     | Österreich        | Schweiz           |
| ----------------------------------- | ----------------- | ----------------- | ----------------- | ----------------- |
| Antirassismuskonvention (ICERD)     | 16.05.1969        | 01.03.2000        | 09.05.1972        | 29.11.1994        |
| Staatenberichte, Art. 9 ICERD       | ja                | ja                | ja                | ja                |
| Staatenbeschwerden, Art. 11 ICERD   | ja                | ja                | ja                | ja                |
| Individualbeschwerde, Art. 14 ICERD | teilw. Vorbehalte | teilw. Vorbehalte | teilw. Vorbehalte | teilw. Vorbehalte |
| intern. Gerichtshof, Art. 22 ICERD  | ja                | ja                | ja                | ja                |

Die teilweisen Vorbehalt zur Individualbeschwerde beziehen sich darauf, dass die gleiche Beschwerde nicht auch bei einem anderen internationalen Organe (z. B. beim EGMR, einem anderen UN-Vertragsorgan o. ä.) eingereicht werden dürfe, (same matter).

## Verfahrensordnung
Zur Ausführung seiner im ICERD definierten Aufgaben, erstellte der Ausschuss eine Verfahrensordnung – VerfO (englisch Rules of procedure), in welcher die Organisation, Verfahrensabläufe und Zuständigkeiten beim Ausschuss geregelt sind, (Art. 10 ICERD). Sie besteht aus 4 Teilen, dem Teil I. Allgemeine Bestimmungen, Teil II. Bestimmungen im Zusammenhang mit den Aufgaben des Ausschusses, Teil III Auslegung und Änderungen und dem Anhang Beschluß 2 (VI) zur Zusammenarbeit mit der Internationalen Arbeitsorganisation (IAO) und der Organisation der Vereinten Nationen für Erziehung, Wissenschaft und Kultur (UNESCO). Sie enthält als Regel bezeichnete Bestimmungen und ist in 19 Kapitel unterteilt.
Die maßgeblichen Kapitel der VerfO sind:
- Kap. 15 Das Berichtsverfahren der Vertragsstaaten nach Art. 9 ICERD
- Kap. 16 Staatenbeschwerden nach Art. 11 ICERD
- Kap. 18 Entgegennahme und Prüfung von Individualbeschwerden nach Art. 14 ICERD

## Prüfung der Staatenberichte
Die überwiegende Tätigkeit besteht in der Bewertung der periodischen Berichte der Vertragsstaaten, in welchen sie darlegen müssen, wie sie den Vertrag umsetzten (Art. 9 ICERD). Der Ablauf der Prüfung ist im Kap. 15 der VerfO geregelt und der Ausschuss erließ eine Richtlinie, wie diese Berichte einzureichen seien. Wenn ein Staat keinen Bericht einreicht, so vermerkt der Ausschuss dies in seinem Jahresbericht an die Generalversammlung (Regel 66 VerfO).
Die Vertragsstaaten müssen beim Ausschuss innerhalb eines Jahres nach Inkrafttreten des Übereinkommens einen Erstbericht (englisch Initial report) einreichen (Art. 9 Abs. 1 lit a ICERD), danach alle zwei Jahre einen periodischen Staatenbericht (englisch Periodical reports), sooft wie es der Ausschuss verlangt (Art. 9 Abs. 1 lit a ICERD). Seit 1988 verlangt der Ausschuss auf Vorschlag der Vertragsstaaten, dass diese nur alle vier Jahre einen umfassenden Bericht und in den zwei Jahren dazwischen einen kurzen Bericht über neuere Entwicklungen einreichen sollen.
Am Staatenberichtsverfahren können sich auch Nichtregierungsorganisationen (NGOs) und nationalen Menschenrechtsorganisationen (NHRIs) aktiv beteiligen und Parallelberichte zu den Staatenberichten einreichen, um eine unzureichende Umsetzung des ICERD durch die Vertragsstaaten aufzuzeigen. Dabei können Lücken oder Fehler des Staatenberichts verdeutlicht und auf Defizite hingewiesen werden. Solche Parallelberichte können für den Ausschuss sehr aufschlussreich sein.
Für die Berichtsprüfung verfasst der Ausschuss eine Themenliste (englisch List of themes). Die Berichtsprüfung findet in öffentlichen Sitzungen statt, in denen eine Delegation des Staates die Fragen der Ausschussmitglieder beantwortet. Der Ausschuss versucht festzustellen, ob der Vertragsstaat das ICERD korrekt umsetzte und wie er bestehende Mängel beheben könnte. Für die Teilnahme Dritter an der öffentlichen Verhandlung ist eine Zulassung erforderlich (englisch Accreditation).
Stellt der Ausschuss bei der Berichtsprüfung fest, dass der Staat seine vertraglichen Verpflichtungen nach dem Übereinkommen nicht erfüllt hat, so kann er Vorschläge machen und allgemeine Empfehlungen abgeben, wie er diese Mängel beheben soll (Art. 9 Abs. 2 ICERD, Regel 67 f. VerfO). Diese werden als „Abschließenden Beobachtungen“ (englisch Concluding Observations) bezeichnet.
Die Empfehlungen sind rechtlich nicht bindend. Die Umsetzung der Empfehlungen kann nicht erzwungen werden, es ist nur ein Anschlussverfahren (englisch Follow-up) vorgesehen, in welchem ein Berichterstatter die Umsetzung der Empfehlungen durch den Staat prüft und gegebenenfalls in der nächsten Prüfung des Staatenberichts wieder thematisiert wird. Sanktionen sind gegenüber dem betreffenden Staat nicht vorgesehen.
Da die Staaten teilweise ihren vertraglichen Verpflichtungen nicht nachkommen und keine oder ihre verspätet Berichte einreichen, erstellte das UN-Hochkommissariat für Menschenrechte, (UNHCHR), eine Liste, in welcher die Staaten aufgeführt sind, welche alle ihre Berichte pünktlich einreichen (z. B. Italien, die Schweiz usw.) und eine Liste mit den Staaten die teilweise in Verzug sind (z. B. Deutschland, Liechtenstein, Österreich, der Vatikan etc.).

## Staatenbeschwerden
Nach Artikel 11–13 ICERD ist der Ausschuss befugt, jede Beschwerde eines Vertragsstaats gegen einen anderen Vertragsstaat zu behandeln, der die Bestimmungen des Vertrags nicht einhält. Dieses Verfahren ist in Kapitel 16 und 17 der VerfO-FP definiert. Im Gegensatz zu den Individualbeschwerden gibt es bei Staatenbeschwerden keine hohen formellen Anforderungen und das Sekretariat des UNHCHR ist nicht befugt, Staatenbeschwerden für unzulässig zu erklären, wie bei den Individualbeschwerden.
Nach dem Eingang einer solchen Beschwerde wird eine Ad-hoc-Vergleichskommission gebildet (Art. 12 ICERD), welche versucht den Streit zu schlichten. Unabhängig davon, ob der Streit geschlichtet werden konnte oder nicht, wird einen Schlussbericht erstellt, welcher den Streitgegenstand und die Empfehlungen der Vergleichskommission enthält, die sie zwecks gütlicher Einigung für angebracht hält. Der Ausschussvorsitzende leitet diesen Bericht jedem am Streit beteiligten Staat zu. Diese teilen ihm binnen drei Monaten mit, ob sie die in dem Bericht der Kommission enthaltenen Empfehlungen annehmen oder nicht. Wenn keine Einigung erzielt werden konnte, hat es keine weiteren Folgen. (Art. 13 ICERD).
Bei einer Streitigkeit über die Auslegung oder Anwendung des ICERD, welche nicht beigelegt werden konnte, kann der beschwerdeführende Staat verlangen, dass der Fall dem Internationalen Gerichtshof zur Entscheidung vorgelegt werde. Sie haben jedoch auch die Möglichkeit zur Beilegung von Streitigkeiten andere internationale Verfahren anzuwenden (Art. 22 ICERD). Vorsorglich lehnten bei Vertragsabschluss 20 Staaten den Internationalen Gerichtshof sogleich ab.

## Individualbeschwerden
Die Individualbeschwerden werden euphemistisch als Mitteilungen bezeichnet. Sofern ein Staat bei Vertragsabschluss dem Individualbeschwerdeverfahren ausdrücklich zustimmte (Regel 80 VerfO), kann der Ausschuss auch Individualbeschwerden gegen diesen Vertragsstaat prüfen (Art. 14 Abs. 1 ICERD).
Das Hochkommissariat für Menschenrechte, (UNHCHR) schuf dazu ein Beschwerdeformular (englisch Model complaint form) und ein dazugehörendes Informationsblatt. Die Abläufe des Beschwerdeverfahrens sind im Kap. 18 der VerfO aufgeführt, wie auch die formellen Anforderungen an die Individualbeschwerden (Regel 84 VerfO) und die Voraussetzung an deren Zulässigkeit (Regel 91 VerfO).
Die Beschwerde muss schriftlich eingereicht werden, sie darf nicht anonym sein und muss in einer der Arbeitssprachen des Ausschusses verfasst sein, dazu muss der nationale Rechtsweg erfolglos durchlaufen sein. Innerhalb von 6 Monaten nach dem letzten innerstaatlichen Entscheid muss die Beschwerde eingereicht werden (Regel 91 lit. f VerfO). Eingaben nach Ablauf dieser Frist werden für unzulässig erklärt (ratione temporis). Die Beschwerde kann auch mit der Begründung abgelehnt, der Ausschuss sei nicht zuständig, da die geltend gemachte Verletzung nicht im ICERD enthalten sei (ratione materiae) oder sie würde ein Missbrauch des Beschwerderechts darstellen. Mehrere Staaten machten einen same matter – Vorbehalt zum Individualbeschwerdeverfahren, wonach dieselbe Beschwerde nicht auch bei einem anderen internationalen Organ (z. B. beim EGMR, einem anderen UN-Vertragsorgan o. ä.) eingereicht werden dürfe.
Die bei der UNO eingereichten Beschwerden werden zuerst vom Sekretariat des UNHCHR formell geprüft (Regel 84 VerfO). Dann wird die Beschwerde entweder abgelehnt oder registriert und dann an den Ausschuss weitergeleitet, welcher dann seinerseits die materielle Zulässigkeit der Beschwerde prüft (Regel 86 VerfO).
Wurde die Beschwerde vom Sekretariat abgelehnt, wird dies dem Beschwerdeführer in einem Standardschreiben mitgeteilt. Es benutzt für die Ablehnung der beim CERD, CAT und dem CCPR eingereichten Beschwerden dasselbe Formular, in welchem meistens ungenügende Begründung angekreuzt wird, obwohl dies gar nicht vorgesehen ist und stattdessen Informationen eingeholt werden müssten (Regel 84 Abs. 2 VerfO). Vom Sekretariat werden nur die an den Ausschuss weitergeleiteten Beschwerden registriert. Über die Anzahl der bereits vom Sekretariat abgelehnten Beschwerden wird keine Statistik geführt.
Falls die Beschwerde entgegengenommen wurde, wird sie an den betreffenden Staat zur Stellungnahme weitergeleitet, woraufhin dieser die Einrede der Unzulässigkeit einbringen kann (Art. 14 Abs. 6 lit a ICERD, Regel 94 Abs. 1 VerfO). Der Ausschuss versucht auch eine gütliche Einigung zu erreichen. Wenn der Vertragsstaat dem zustimmt, wird dies in einem Entscheid festgehalten (englisch Discontinuance decision) und der Fall ist erledigt.
Daraufhin prüft der Ausschuss die materielle Zulässigkeit der Beschwerde. Wenn er die Beschwerde für unzulässig erklärte, dann begründet er – im Gegensatz zum Sekretariat – seinen Entscheid der Unzulässigkeit. Erst nachher setzt sich der Ausschuss mit der Beschwerde inhaltlich auseinander (Regel 95 VerfO). Hatte der Ausschuss eine Vertragsverletzung festgestellt, erteilt er dem Staat Vorschlägen und Empfehlungen wie er diese beheben könne (Art. 14 Abs. 7 lit b ICERD).
Der betroffene Vertragsstaat wird daraufhin gebeten, dem Ausschuss mitzuteilen, wie er dessen Vorschlägen und Empfehlungen umsetzte (Regel 95 Abs. 3 VerfO). Die Empfehlungen sind rechtlich nicht bindend, ihre Umsetzung kann nicht erzwungen werden, es ist nur ein Anschlussverfahren (englisch Follow-up) vorgesehen, in welchem die Umsetzung der Empfehlungen durch den Staat geprüft wird und es gegebenenfalls im nächsten Staatenberichtsverfahren thematisiert wird. Sanktionen sind gegen fehlbare Staaten nicht vorgesehen.

### Vorsorgliche Maßnahmen
Bei der Einreichung einer Individualbeschwerde können auch Vorsorgliche Maßnahmen (englisch Interim measures) verlangt werden, wenn ein nichtwiedergutzumachender Schaden droht. Solche Anträge müssen so schnell wie möglich mit dem Vermerk Urgent Interim measures versehen sein, damit das Sekretariat genügend Zeit hat, das Begehren zu prüfen und – falls die Beschwerde nicht abgelehnt wurde – gegebenenfalls solche Maßnahmen anzuordnen.
Der Ausschuss kann auch von sich aus vorsorgliche Maßnahmen anordnen, sie stellen jedoch keinen Entscheid über die Zulässigkeit der Beschwerde oder der Feststellung einer Vertragsverletzung durch den Staat dar (Regel 94 Abs. 3 VerfO).

### Vorbehalte zu Beschwerden beim Ausschuss und dem EGMR
Wenn ein Staat einen same matter – Vorbehalt machte, darf eine Beschwerde bspw. betreffend Art. 6 ICERD und Art. 13 EMRK Recht auf wirksame Beschwerde nicht gleichzeitig beim Ausschuss und dem EGMR eingereicht werden, da es derselbe Sachverhalt ist. Es ist jedoch zulässig beim Ausschuss eine Beschwerde wegen Verstoß gegen Art. 3 ICERD Segregation und beim EGMR eine Beschwerde wegen Art. 12 EMRK Recht auf Eheschließung einzureichen, da es keine Überschneidung gibt, sondern verschiedene Vertragsverletzungen durch denselben Staat betrifft.
Es gibt Beschwerden, welche zuerst beim EGMR eingereicht, von diesem jedoch nicht entgegengenommen wurden, mit der Standardbegründung: die Beschwerde hat keinen Anschein einer Verletzung der in der Konvention (EMRK) oder ihren Zusatzprotokollen garantierten Rechte und Freiheiten. Die daraufhin beim UN-Ausschuss eingereichte Beschwerde mit der Begründung abgelehnt wurde, sie sei angebliche vom EGMR geprüft worden, obwohl der EGMR die Beschwerde gar nicht materiell prüfte, sondern nicht entgegennahm.
Sinngemäß der Entscheid No. 577/2013 des CAT-Ausschusses vom 9. Februar 2016, i.S. N.B. c. Russland wegen Folter. Der Beschwerdeführer hatte gleichzeitig beim EGMR eine identische Beschwerde eingereicht (No. 33772/13), weswegen der CAT-Ausschuss die Beschwerde ablehnte (siehe Entscheid RZ 8.2). In der Urteilsdatenbank HUDOC des EGMR gibt es jedoch kein Urteil mit der No. 33772/13, da die Beschwerde von der Kanzlei verweigert und aus dem Register gestrichen wurde – somit vom EGMR nicht geprüft wurde.
Im Gegensatz zu den UN-Ausschüssen, lehnt der EGMR Individualbeschwerde ab, welche im Wesentlichen mit einer schon vorher vom EGMR geprüften Beschwerde übereinstimmt (Art. 35 Abs. 2 lit b EMRK).

## Frühwarn-Maßnahmen und Eil-Verfahren
Im ICERD ist bei schwerwiegenden oder systematischen Vertragsverletzungen durch einen Staat kein Untersuchungsverfahren vorgesehen. Deswegen entwickelte der Ausschuss präventive Maßnahmen, um schnell auf bedrohliche Situationen in seinem Aufgabenbereich reagieren zu können und dadurch die Eskalation von Konflikten zu verhindern. Dazu gehören Frühwarn-Maßnahmen (englisch Early-Warning-Measures) und Eil-Verfahren (englisch Urgent Procedures).

## Allgemeine Bemerkungen
Zur Auslegung und Präzisierung der einzelnen Bestimmungen in der Anti-Rassismus-Konvention, veröffentlicht der Ausschuss Allgemeine Bemerkungen (englisch General comments). Sie sollen Missverständnisse ausräumen und die Vertragsstaaten bei der Erfüllung ihrer vertraglichen Verpflichtungen behilflich sein.

## Entscheide des CERD
| Staaten          | Hängige | unzulässige | eingestellte | Verstoß | Kein Verstoß | Registriert |
| ---------------- | ------- | ----------- | ------------ | ------- | ------------ | ----------- |
| Deutschland      | 0       | 0           | 0            | 1       | 1            | 2           |
| Liechtenstein    | 0       | 0           | 0            | 0       | 0            | 0           |
| Österreich       | 0       | 0           | 0            | 0       | 0            | 0           |
| Schweiz          | 1       | 0           | 0            | 0       | 1            | 2           |
| Total 55 Staaten | 6       | 18          | 1            | 15      | 15           | 55          |

Das Zahlenwerk enthält nicht die bereits vom Sekretariat des UN-Hochkommissars für Menschenrechte abgelehnten Beschwerden.
Die einzelnen Entscheide können auch in der Datenbank der UNO abgerufen werden.

### Deutschland
Der Türkische Bund hatte beim Ausschuss Beschwerde eingereicht, nachdem sich Thilo Sarrazin in einem Interview in der Kulturzeitung Lettre International verächtlich über Personen türkischer und arabischer Herkunft geäußert hatte. Die Berliner Staatsanwaltschaft hatte das Verfahren gegen den ehemaligen SPD-Finanzsenator eingestellt, da sie seine Worte als freie Meinungsäußerung wertete. Der CERD ließ keinen Zweifel daran, dass die Aussagen Sarrazins rassistisch waren, das Recht auf freie Meinungsäußerung habe Grenzen und dazu gehöre insbesondere auch die Verbreitung rassistischen Gedankenguts.

## Mitglieder des CERD
| Hr. ALBUQUERQUE E. SILVA Silvio José | Brasilien           | 19.02.22 |
| Hr. AMIR Noureddine                  | Algerien            | 19.02.22 |
| Hr. AVTONOMOV Alexei S.              | Russland            | 19.02.20 |
| Hr. BOSSUYT Marc                     | Belgien             | 19.02.22 |
| Hr. CALI TZAY José Francisco         | Guatemala           | 19.02.20 |
| Fr. CHUNG Chinsung                   | Südkorea            | 19.02.22 |
| Fr. DAH Fatimata-Binta Victoire      | Burkina Faso        | 19.02.20 |
| Hr. DIABY Bakari Sidiki              | Elfenbeinküste      | 19.02.22 |
| Fr. IZSÁK-NDIAYE Rita                | Ungarn              | 19.02.22 |
| Fr. KO Keiko                         | Japan               | 19.02.22 |
| Hr. KUT Gun                          | Türkei              | 19.02.22 |
| Fr. LI Yanduan                       | Volksrepublik China | 19.02.20 |
| Hr. MARUGÁN Nicolás                  | Spanien             | 19.02.20 |
| Fr. MCDOUGALL Gay                    | Vereinigte Staaten  | 19.02.20 |
| Fr. MOHAMED Yemhelhe Mint            | Mauretanien         | 19.02.20 |
| Hr. MURILLO MARTINEZ Pastor Elias    | Kolumbien           | 19.02.20 |
| Fr. SHEPHERD Verene Albertha         | Jamaika             | 19.02.20 |
| Hr. YEUNG SIK YUEN Yeung Kam John    | Mauritius           | 19.02.22 |

Deutsche Mitglieder im Ausschuss waren unter anderem die späteren Verfassungsrichter Brun-Otto Bryde und Gabriele Britz.

## Rapporte zu den Staatenberichten
- Deutschland – Rapporte und Berichte in der Datenbank des CERD
- Liechtenstein – Rapporte und Berichte in der Datenbank des CERD
- Österreich – Rapporte und Berichte in der Datenbank des CERD
- Schweiz – Rapporte und Berichte in der Datenbank des CERD